# FSV Bentwisch
FSV Bentwisch is een Duitse sportvereniging uit Bentwisch, Landkreis Rostock. De club werd in 1966 als voetbalclub opgericht. maar breidde uit tot het aanbieden van negen sporten.

## Geschiedenis
Op 21 december 1966 werd de FSV Bentwisch onder de naam SG Bentwisch als voetbalclub opgericht. In de tijd van de voormalige Duitse Democratische Republiek speelde de club uitsluitend in de Kreis- en Bezirksklasse.
In 1990 werd de club omgedoopt in Fußballspielverein (FSV) Bentwisch. Doordat de club ook andere sporten ging aanbieden werd de officiële naam in het jaar 2009 aangepast in Freizeitsportverein Bentwisch. De afkorting FSV kon daarmeen behouden blijven.

## Voetbal
Na de titel in de Verbandsliga Mecklenburg-Vorpommern in het jaar 2008 promoveerde de club naar de Oberliga Nordost. Met een 12e plaats wist de club zich weliswaar sportief te handhaven, maar op grond van financiële redenen trok de club zich uit de Oberliga terug. Vrijwel alle spelers van het eerste elftal verlieten de club, waardoor het tweede elftal de plaats innam bij de doorstart 2 klassen lager in de Landesliga Mecklenburg-Vorpommern (Staffel Nord). In het jaar 2012 lukte om terug te keren in de Verbandsliga. In 2015 degradeerde de club. Zes jaar later in 2021 promoveert de club opnieuw naar de Verbandsliga.

### Seizoensklasseringen
| Seizoen | Liga                                             | Plaats | Punten | Opmerking                |
| ------- | ------------------------------------------------ | ------ | ------ | ------------------------ |
| 2003/04 | Landesliga Mecklenburg-Vorpommern West (6. Liga) | 01     | 57     | Promotie                 |
| 2004/05 | Verbandsliga Mecklenburg-Vorpommern (5. Liga)    | 04     | 54     |                          |
| 2005/06 | Verbandsliga Mecklenburg-Vorpommern (5. Liga)    | 04     | 59     |                          |
| 2006/07 | Verbandsliga Mecklenburg-Vorpommern (5. Liga)    | 04     | 56     |                          |
| 2007/08 | Verbandsliga Mecklenburg-Vorpommern (5. Liga)    | 01     | 69     | Promotie                 |
| 2008/09 | Oberliga Nord (5. Liga)                          | 12     | 37     | Vrijwillige terugtreding |
| 2009/10 | Landesliga Mecklenburg-Vorpommern Nord (7. Liga) | 04     | 46     |                          |
| 2010/11 | Landesliga Mecklenburg-Vorpommern Nord (7. Liga) | 03     | 50     |                          |
| 2011/12 | Landesliga Mecklenburg-Vorpommern Nord (7. Liga) | 01     | 55     | Promotie                 |
| 2012/13 | Verbandsliga Mecklenburg-Vorpommern (6. Liga)    | 03     | 54     |                          |